# 天津音乐厅

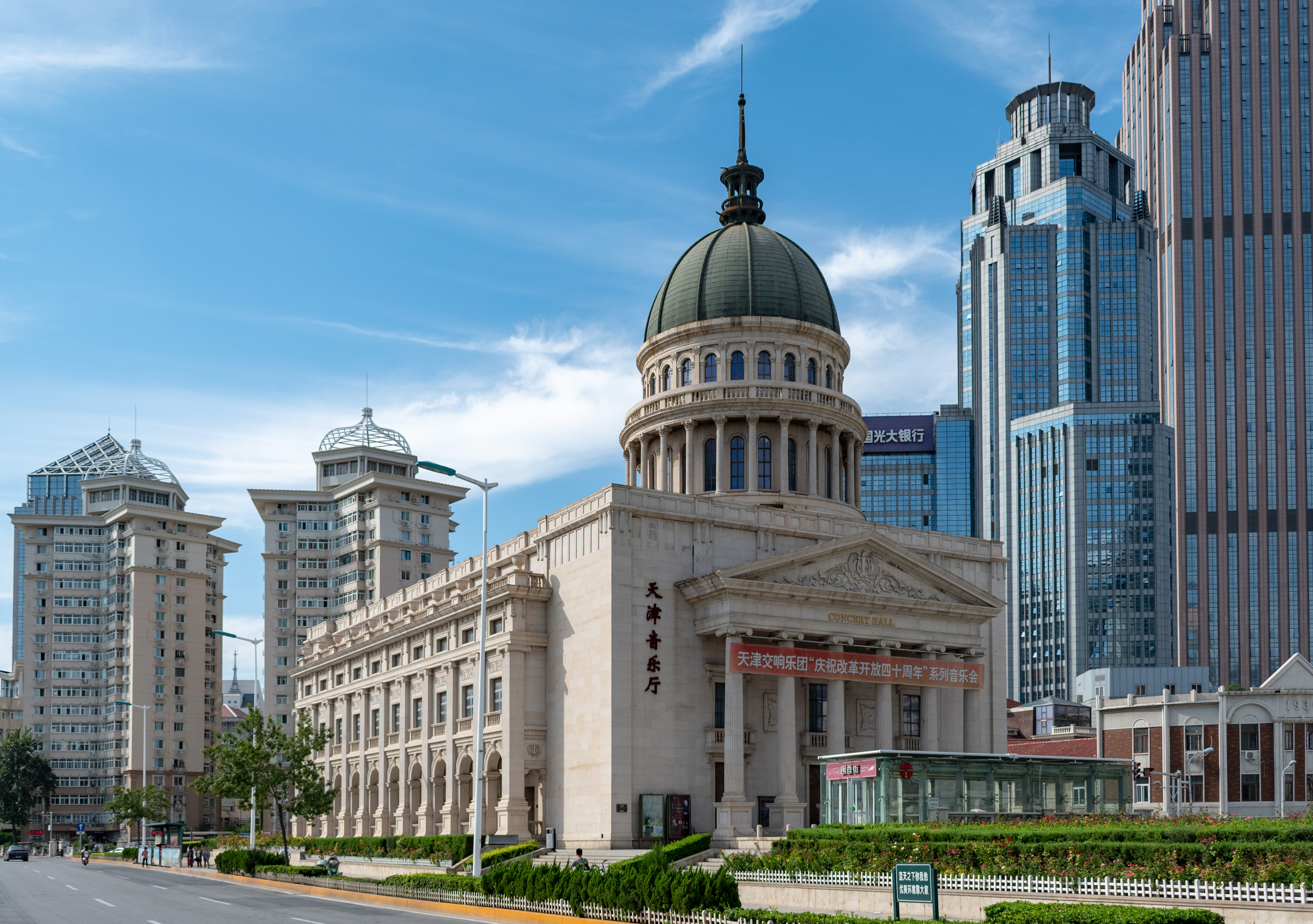
天津音乐厅

39°06′53″N 117°12′30″E / 39.1147190°N 117.2084426°E天津音乐厅又称小白楼，原名平安电影院，坐落在天津市和平区小白楼地区南京路、浙江路、开封道和建设路四路交口处，为浙江路32号。其前身为始建于1922年的平安电影院。此后，原建筑于2005年拆除重建。2009年，新天津音乐厅落成，目前，天津音乐厅已成为天津的国际专业音乐厅。

## 历史

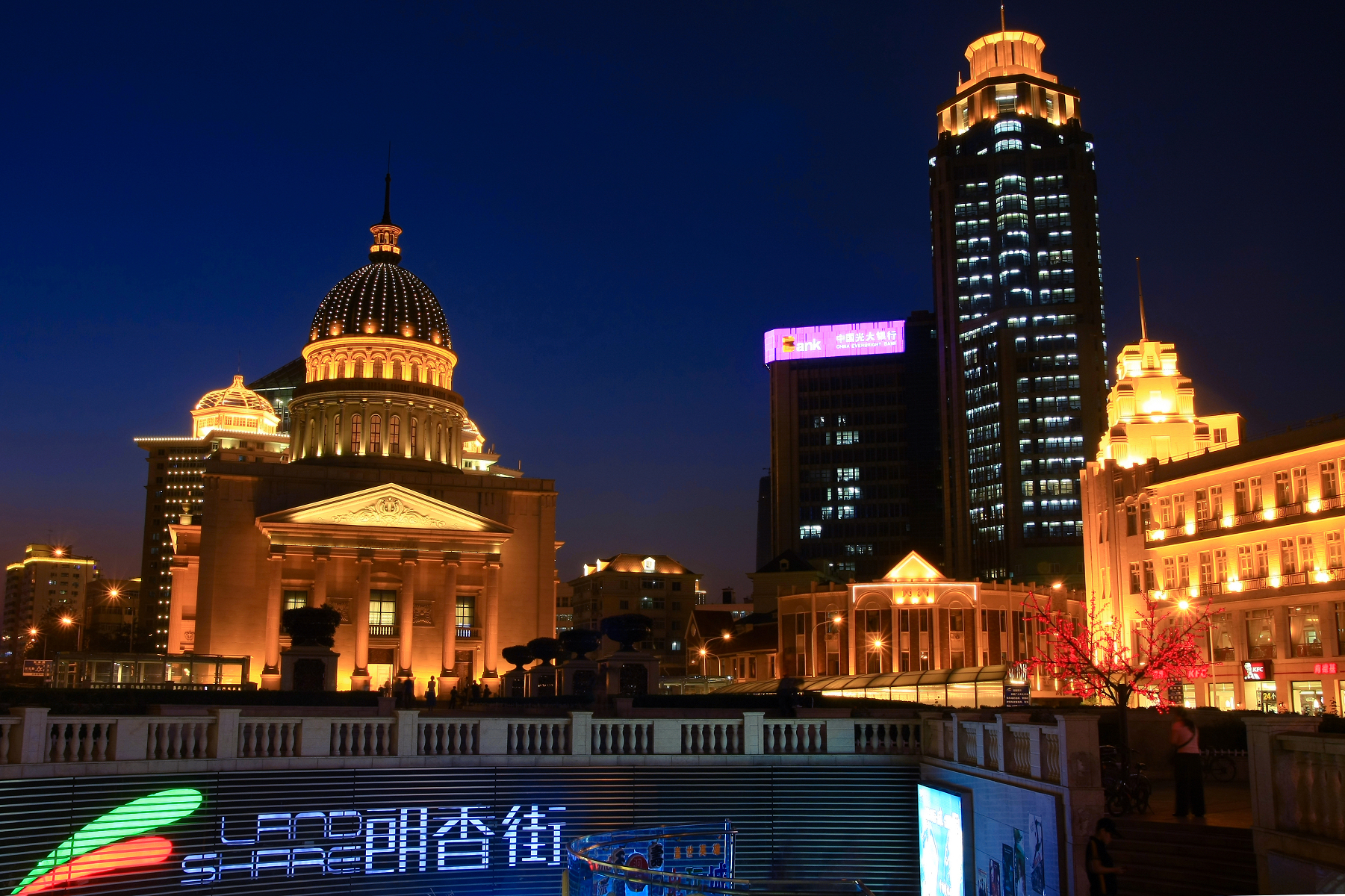
天津音乐厅夜景

- 1910年，英籍印度人巴厘（Bari）在万国桥（今解放桥）以南的原天津法租界的大法国路（今解放北路）即原新华信托银行大楼对面，修建了天津第一家外国人开办的电影院：平安电影院，除放映影片外还兼营影片进口。
- 1916年，巴厘招股在当时的天津法租界兴建了一座新的平安电影院，其址就是今天的国民饭店旧址处，和平区和平路与赤峰道交口，即原天津法租界的杜总领事路（Rue de Chaylard）与丰领事路（Rue Fontanier）交口处，影院内设有类似于当年戏院一样的“包厢”，其“包厢”内是沙发椅，两侧是长板凳，在休息厅内还设有咖啡室。
- 1919年，平安影院因其附属的咖啡馆厨房失火，波及了全院，影院被附之一炬，其影院不得不另迁往它地。在失火后，该院迁至了位于天津德租界威廉街（Wilhelm Strasse）上的光陆影院（原北京电影院）后的一幢意大利人的房屋里。
- 1922年，巴厘用火灾的赔款加之原资金在天津英租界的马场道与达文波道的交口处建起了平安电影院。
- 1924年3月23日，列宁逝世后，中共天津地委组织500余名青年举行追悼大会，会后在平安影院放映《列宁的葬礼》。 [1]
- 1930年元旦，平安影院放映有声片《歌舞升平》，这也是天津电影史上的第一部有声片。
- 1949年，中华人民共和国成立后，平安影院一直从事电影放映事业。
- 1952年，平安影院由天津市文化局接管。
- 1956年，平安影院进行改造，增大舞台面积。
- 1956年之后，平安电影院改为了兼做大型音乐会的专业音乐场所。
- 1960年，平安电影院更名为“天津音乐厅”。[2]
- 1983年，天津音乐厅举行了天津市与日本神户市缔结“友好城市”十周年的纪念会，同年，小提琴演奏家盛中国在这里举办独奏音乐会；刘诗昆、鲍惠荞等钢琴家也相继举办个人独奏音乐会；指挥家朱晖先生指挥演出的《欧洲之旅——大型交响音乐会》。
- 1985年，音乐厅进行大规模的改造，扩大原有舞台，降低舞台高度，使其成为能够容纳百人大型交响乐队的舞台；改变原音乐厅的音响效果，舞台和观众区域，采用了吸音材料装饰；改善观众座椅。同年，天津人艺、中央音乐学院交响乐团、天津交响乐团、北京交响乐团、维也纳青年交响乐团等来此演出。
- 2005年9月，天津市人民政府决定对音乐厅进行了拆除重建。
- 2009年8月，由法国设计大师、欧洲建筑协会会长雷格尼设计的新天津音乐厅落成。[3]
- 2009年8月28日，“天津音乐厅开幕演出”成为天津音乐厅的首次演出活动。

## 平安影院

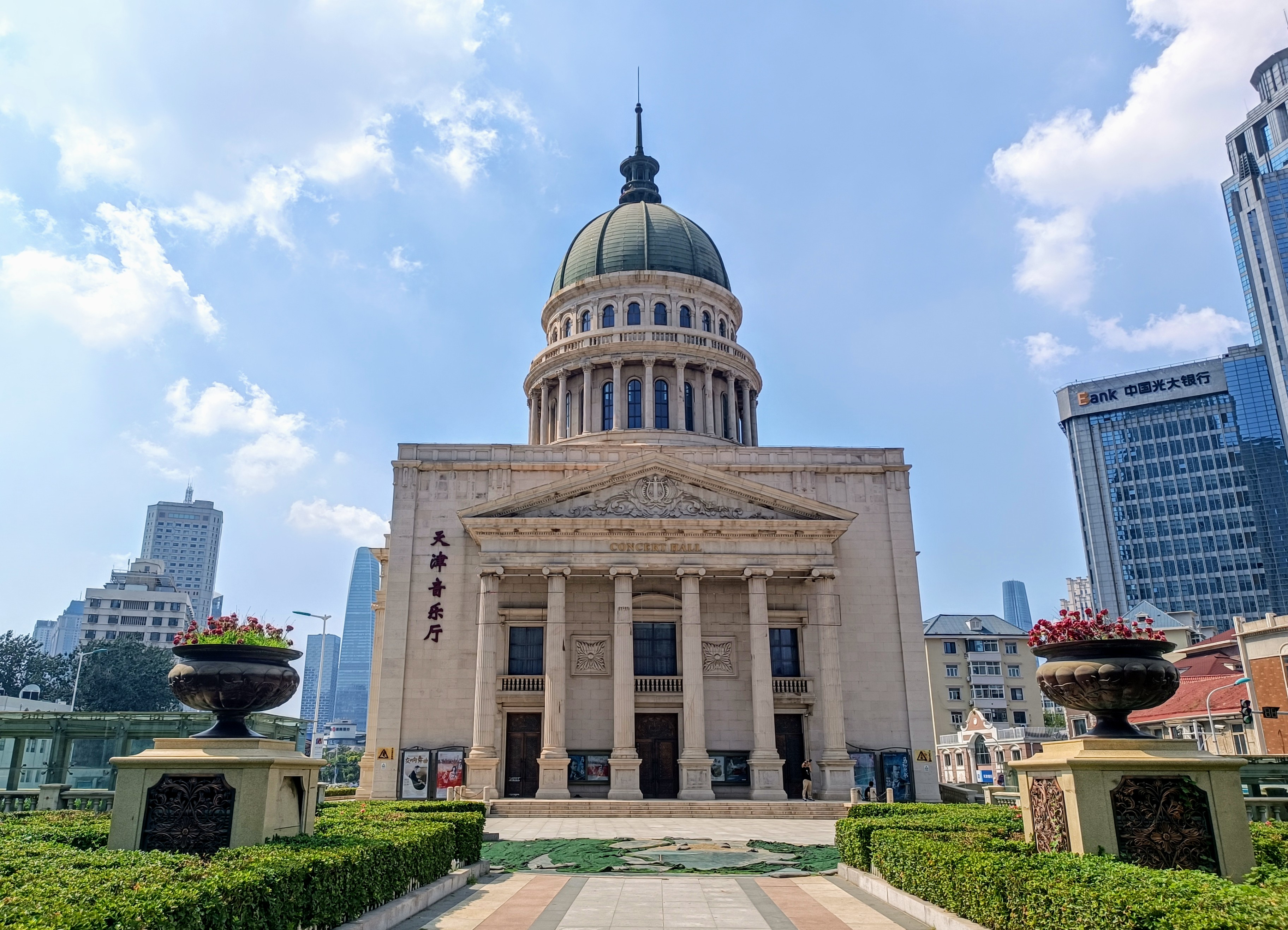
天津音乐厅近景

原天津音乐厅始建于1922年，由英籍华人、香港恒达电影公司董事长卢根建设的，原名为平安电影院〔英文：Empire Theater〕，是第一家由外国人开办的电影院，经过四次搬迁最后才落址小白楼。位于原天津英租界马场道（Race Course Road）、达文波道（Davenport Road）与克森士道（Cousins Road）等多口交汇处，由景明工程公司的英国籍工程师赫明和帕尔克因联合设计，当时的总建筑面积达3434平方米，为一座罗曼式的西洋古典建筑。该建筑为二层混合结构，内部仿古罗马大剧场。建筑入口处是由塔斯干式半圆柱式外廊组成的门厅，外立面处理复杂，为非对称造型，其外墙角均为凹凸式混水段块处理，入口右侧的便门内设有大厅，影院内地板上铺有地毯，舞台两侧设有两个花亭，楼上楼下均设有包厢，当时剧场内设有一千多个坐席。影院始建之初放映的影片多为好莱坞影片，上座率高且票价昂贵，因此该电影院顾客多为外国商人、国内外政要、军阀以及富绅或官僚买办等。

## 现状

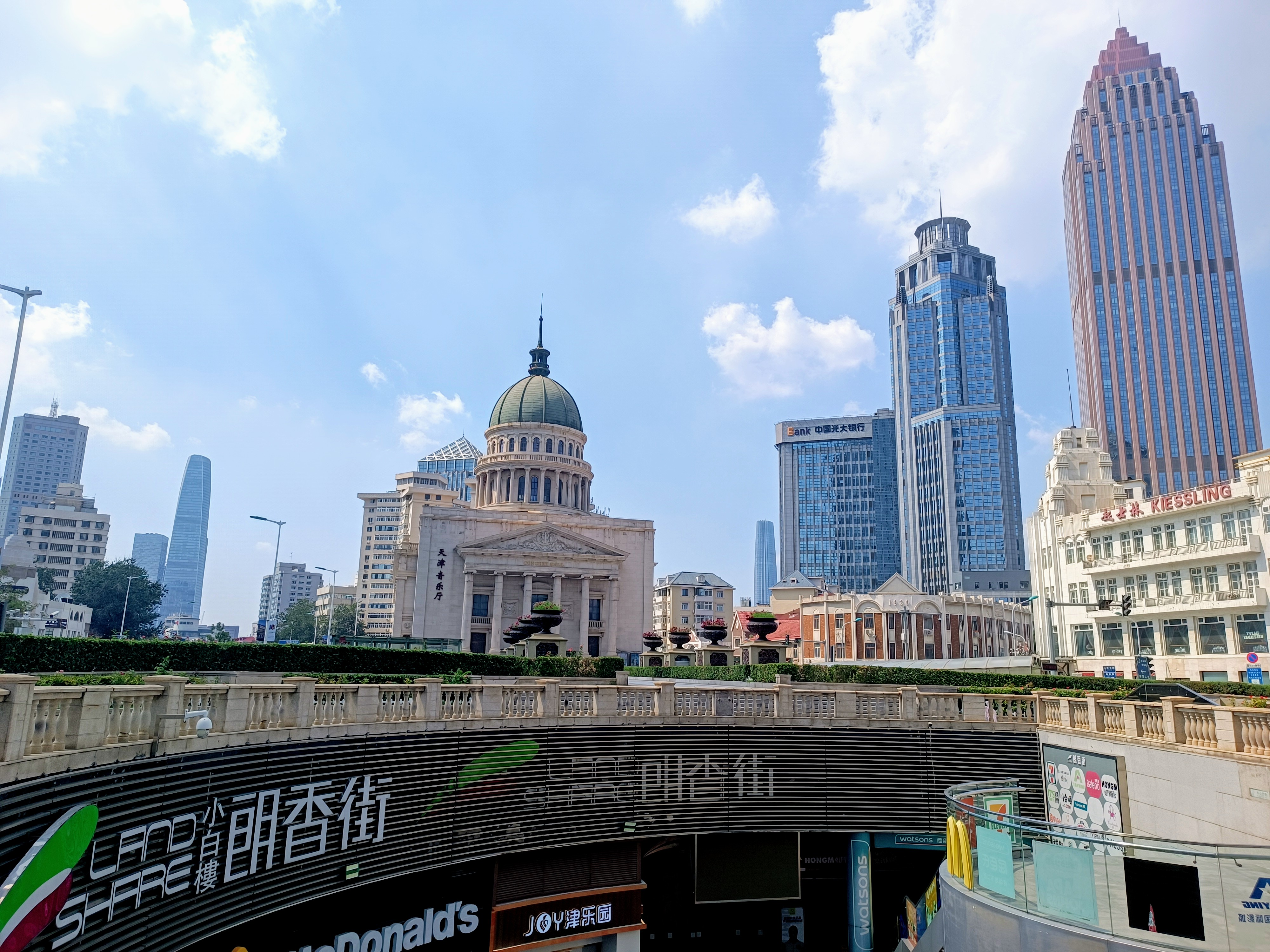
小白楼商务区

新的天津音乐厅平面设计为一艘船型，头朝西南，主建筑外形为欧式，外檐四周设有多棵罗马柱，主入口由六棵立柱擎起大挑檐，上方为正三角脊顶，在主立面上方，建有一个有二层的镶嵌着金黄屋顶的圆拱券塔楼。新音乐厅地上部分共有两层，建筑面积为4860平方米。分为前厅、主厅（观众席）、舞台（演出厅）、后台（化妆间）、排练厅、贵宾接待厅等，其中，一层是贵宾厅、排练厅和化妆间，二层为主音乐厅及供指挥、主演等使用的化妆间。音乐厅内严格按照举办大型交响音乐会的声学需求进行设计，充分考虑大规模乐队演奏，增大了舞台面积，同时观众席面积也进行了适当的扩大。演奏台设在观众席一侧，宽20米，深11米，可容纳120人的乐团演奏。演奏台共有5块升降台，演奏台前部设有大型乐器升降台，演奏台后设有可供80人合唱队使用的合唱区。 目前，新音乐厅设有624个座席和8个包厢，一共650个座位，座席设置最大限度地满足观众的视觉需求，观众无论坐在哪个位置都能清晰地看到舞台上的表演。主音乐厅内所有的坐椅采用的都是具有阻燃和吸音效果的蓝色绒布面料。而且，大厅的冷热送风口设在坐椅下面。此外，主音乐厅内还设置了无障碍坡道和无障碍电梯。新音乐厅建筑群由主楼、音乐广场、绿化带三大部分组成。在建筑的前广场，建有数对盆式花坛，在广场甬道前方还设有下沉式音乐广场和绿地。

## 交通
- 地铁：1号线小白楼站、4号线徐州道站
- 公交车：
  - 音乐厅站 866路 963路
  - 小白楼站 600路 613路 643路 651路 673路 840路 842路 847路 866路 871路 963路
  - 大沽路小白樓站  13路 642路 826路 847路 858路 860路 866路 868路 953路 963路 觀光1路
  - 小营门站 3路 20路 20路 97路 503路 606路 613路 629路 631路 632路 641路 652路 657路 659路 678路 693路 808路 830路 846路 865路 867路 904路 962路
  - 香港路站  613路 632路 657路 678路 685路 865路 953路

## 相关链接
- 天津大剧院、北京音乐厅、上海音乐厅
- 音乐厅列表